# Déborah Sananes
Déborah Sananes (* 26. Oktober 1995 in Treichville, Elfenbeinküste) ist eine französische Sprinterin aus der Elfenbeinküste.

## Karriere
Bei ihrem ersten internationalen Auftritt 2013, den Junioreneuropameisterschaften in Rieti gewann sie mit der 4-mal-100-Meter-Staffel in 44,00 s die Silbermedaille und belegte mit der Langsprintstaffel den siebten Platz. 2014 wurde sie französische Hallenmeisterin, nahm in der Freiluftsaison jedoch an keinem Großereignis teil. 2015 war sie Teil der 200-Meter-Staffel bei den IAAF World Relays 2015, bei denen die französische Staffel ihren Finallauf aber nicht beenden konnte. Zudem gewann sie die Silbermedaille bei den Teameuropameisterschaften in Tscheboksary und gelangte mit der Staffel in das Finale der U23-Europameisterschaften in Tallinn, bei denen sie aber wegen eines Wechselfehlers disqualifiziert wurden.
2017 qualifizierte sie sich über 400 Meter für die Halleneuropameisterschaften in Belgrad und erreichte das Halbfinale. Mit der 4-mal-400-Meter-Staffel belegte sie im Finale Platz fünf. Bei den IAAF World Relays 2017 sicherte sich ebendiese Staffel mit einem achten Platz im Finale einen Fixplatz für die Weltmeisterschaften in London. Bei den U23-Europameisterschaften im polnischen Bydgoszcz belegte sie im 400-Meter-Finale den achten Platz und mit der französischen Staffel den siebten Platz. 2018 wurde sie in 52,26 s Vierte bei den Mittelmeerspielen in Tarragona. Anschließend gewann sie bei den Europameisterschaften in Berlin in 3:27,17 min die Silbermedaille hinter der polnischen Mannschaft.
2014 wurde Sananes Französische Hallenmeisterin im 200-Meter-Lauf sowie 2018 über 400 Meter.

## Bestleistungen
- 200 Meter: 23,70 s (+1,4 m/s), 10. Mai 2015 in Oyonnax
  - 200 Meter (Halle): 23,80 s, 19. Februar 2017 in Bordeaux
- 400 Meter: 51,55 s, 15. Juni 2019 in Genf
  - 400 Meter (Halle): 52,53 s, 17. Februar 2019 in Miramas